# Страхоліська сільська рада
| Страхоліська сільська рада — орган місцевого самоврядування у Іванківському районі Київської області з адміністративним центром у с. Страхолісся. Водоймища на території, підпорядкованій даній раді: Київське водосховище. Сільській раді підпорядковані населені пункти: - с. Страхолісся - с. Медвин |

## Склад ради
Рада складається з 16 депутатів та голови.

### Керівний склад ради
| ПІБ                         | Основні відомості                                                                  | Дата обрання | Дата звільнення |
| --------------------------- | ---------------------------------------------------------------------------------- | ------------ | --------------- |
| Агузарова Олена Анатоліївна | Сільський голова, 1977 року народження, освіта, член Соціалістичної партії України | 26.03.2006   | 31.10.2010      |
| Агузарова Олена Анатоліївна | Сільський голова, 1977 року народження, освіта вища, член Партії регіонів          | 31.10.2010   |                 |

Примітка: таблиця складена за даними джерела